# Biruta Markuza
Biruta Markuza (ur. 12 czerwca 1936 w Połądze, zm. 20 lipca 2022) – autorka książek, scenografka, malarka, tłumaczka. Występowała również jako Biruta Białostocka, Biruta Markuza-Bieniecka, a później Biruta Markuza-Białostocka.

## Życiorys
Urodziła się w rodzinie Józefa Markuzy, litewskiego pracownika poczty w Kłajpedzie. W 1939 po zajęciu miasta przez nazistów Markuzowie przenieśli się do Kowna, gdzie ojciec dostał pracę w Kasie Oszczędnościowej. W 1940 zmarła matka Biruty – Waleria, a dziewczynka została półsierotą. Gdy zbliżał się front, ojciec z córką i dalszą rodziną wyjechali do regionu Królewca, a później uciekli do Polski. Po wojnie Markuza zamieszkał z bliskimi w pozostawionym przez Niemców domu pod Szczecinkiem. Rodzina była jednak stale zagrożona deportacją do Litewskiej SRR lub mogła zostać wywieziona na Syberię, tak jak stało się z bratem jej matki, pilotem wojskowym Feliksem Tyszkusem.
Ukończyła liceum w Szczecinku, a następnie studiowała malarstwo w krakowskiej Akademii Sztuk Pięknych pod kierunkiem prof. Aleksandra Kobzdeja.
Po ukończeniu studiów tworzyła scenografie do filmów w reżyserii Tadeusza Konwickiego, Jerzego Skolimowskiego, Wojciecha Hasa i Janusza Nasfetera.
Po śmierci Stalina od 1956 roku zaczęła prywatnie jeździć na Litwę, gdzie odnalazła swojego wuja Feliksa, szczęśliwie ocalałego z zesłania na Syberii.
Od 1964, przez rok, mieszkała w Kanadzie i Stanach Zjednoczonych. Następnie przez długi czas pracowała w miesięczniku „Magazyn Rodzinny”: najpierw jako ilustratorka, a później jako kierownik działu poradnictwa.
W 1984 wyjechała do Papui-Nowej Gwinei – malowała tam egzotyczne rośliny na zlecenie wydawnictw naukowych. Nieco dłużej zatrzymała się w Lae, która słynie z dużego ogrodu botanicznego – przez jeden semestr prowadziła kurs perspektywy na Wydziale Architektury w tamtejszym uniwersytecie. Dużo podróżowała też po Australii i Nowej Zelandii. Z tych wspomnień powstał później „Dziennik prowincji świata”.
Po powrocie do Polski w 1989 poświęciła się pracy literackiej. Opublikowała kilka książek o kuchni Litwinów i innych narodów. Zajęła się też tłumaczeniami z litewskiego: przełożyła na język polski „Młyn Bałtaragisa” Kazysa Boruty, „Dziewięć lat Adama Mickiewicza” Arnolda Piročkina. W 2001 ukazała się jej tłumaczenie antologii współczesnych pisarzy litewskich. Prowadziła też w TV Warszawa swój autorski program „Pod okapem”, w którym prezentowała różne kuchnie świata.
W 1994 zmarł jej ojciec, pozostawiając wspomnienia spisane w języku litewskim. Córka przetłumaczyła je na język polski, dodając także swoje wspomnienia z tego bardzo trudnego okresu. Tak powstała rodzinna saga „Skąd Litwini wracali”, która wzbudziła duże zainteresowanie zarówno czytelników, jak i historyków.
W wolnym czasie Markuza-Białostocka malowała obrazy. Jej prace trafiły do wielu prywatnych kolekcjonerów. W 2008 wzięła udział w wystawie zbiorowej artystów diaspory litewskiej w Domu-Muzeum Atanasa Mončysa w Wilnie.
Od 2014 roku mieszkała w Gdańsku.

## Publikacje
- Zioła i przyprawy mojej kuchni (8 wydań)
- 365 zup (6 wydań)
- Kuchnia regionalna wczoraj i dziś (4 wydania)
- Daj sobie szansę, czyli jak zachować młodość i zdrowie (3 wydania)
- Kuchnia litewska (3 wydania)
- Przyjmujemy gości (4 wydania)
- Mini rozmówki litewskie (4 wydania)
- Smak tropików: Kuchnie Pacyfiku (2 wydania)
- Omlety, Placki, Racuchy: 84 Przepisy (2 wydania)
- Kuchnia tajska (2 wydania)
- Zupy na każdy dzień roku (2 wydania)
- Kuchnie krajów nadbałtyckich (3 wydania)
- Chłodnik znad Niemna: kuchnia litewska (2 wydania)
- Orientalne przysmaki (2 wydania)
- Przyprawy z całego świata (2 wydania)
- Kołduny, pyzy i inne przysmaki (2 wydania)
- „Dania litewskie”. Warszawa: Ex Libris-Galeria Polskiej Książki, 2005
- „Kuchnia litewska”. Warszawa: Ex Libris-Galeria Polskiej Książki, 2005
- „Dziennik z prowincji świata” (2 wydania)
- „Skąd Litwini wracali”, Józef Markuza; Biruta Markuza. Warszawa: Wydawnictwo „Iskry”, 2013

## Tłumaczenia
- Arnold Piročkin. Litewskie lata Adama Mickiewicza, z jęz. lit. przeł. Biruta Markuza Białostocka (2 wydania)
- Sen Mendoga: Antologia literatury w litewskiej lat dziewięćdziesiątych, oprac. Alicja Rybałko; z jęz. lit. przeł. Biruta Markuza Białostocka (2 wydania)
- Kazys Binkis. Młyn Bałtaragisa: czyli co się ongiś działo w Paudruwiskiej Krainie, przeł. Biruta Markuza-Bieniecka, Jerzy Bieniecki. Warszawa: Państwowy Instytut Wydawniczy, 1986
- O działalności lobbystycznej: Ustawa Republiki Litewskiej nr VIII-1794 Wilno, 27 czerwca 2000 r., z jęz. litewskiego tł. Biruta Markuza-Białostocka; Kancelaria Sejmu. Wydz. Analiz Ekonomicznych i Społecznych. Warszawa: KS Biuro Studiów i Ekspertyz